# Апрония Цезения
Апрония Цезения (на латински: Apronia Caesennia) е римлянка от фамилията Апронии – Цезении.

## Биография
Тя е дъщеря на Луций Апроний, който е суфектконсул през 8 година, легат на войската в Долна Германия и проконсул на провинция Африка през 18/21 г. и е приятел на младия Сенека.
Сестра ѝ Апрония се омъжва за Марк Плавций Силван (претор 24 г.), син на Марк Плавций Силван (консул 2 пр.н.е.) и Ларция и брат на Плавция Ургуланила, съпругата на император Клавдий. Брат ѝ Луций Апроний Цезиан e консул през 39 г.
Апрония Цезения се омъжва за Гней Корнелий Лентул Гетулик (консул 26 г.), син на Кос Корнелий Лентул (консул 1 пр.н.е.) и брат на Кос Корнелий Лентул (консул 25 г.). Съпругът ѝ е историк и автор на стихотворения и на еротични епиграми за нея. Той е убит през 39 г. след съмнение за участие в бунт против Калигула.
Апрония и Лентул Гетулик имат син Гней Корнелий Лентул Гетулик (консул 55 г.) и дъщеря Корнелия, омъжена за син на Луций Елий Сеян.